# Калина (име)
Вижте пояснителната страница за други значения на Калина.
Калина е българско женско име. Произлиза от наименованието на растението калина (Viburnum) на български и повечето славянски езици. Носителките празнуват имения си ден на Цветница (неделята преди Великден).
Друго значение на името носи гръцкото calos – хубав и cali nikos – добра победа.
Има предположения, недостатъчно сигурно доказани, че имената Калина и Олга са от прабългарски произход.
Именният ден на носещите това име е на Цветница или на 29 юли.